# Episodi di The Beverly Hillbillies (settima stagione)
La settima stagione della serie televisiva The Beverly Hillbillies è stata trasmessa in anteprima negli Stati Uniti d'America dalla CBS tra il 25 settembre 1968 e il 26 marzo 1969.
| nº | Titolo originale                 | Titolo italiano                 | Prima TV USA      | Prima TV Italia |
| -- | -------------------------------- | ------------------------------- | ----------------- | --------------- |
| 1  | A Bundle for Britain             | Sua Maestà britannica           | 25 settembre 1968 |                 |
| 2  | Something for the Queen          | Ritorno in Inghilterra          | 2 ottobre 1968    |                 |
| 3  | War of the Roses                 | La seconda guerra delle rose    | 9 ottobre 1968    |                 |
| 4  | Coming Through the Rye           | Jethro si innamora              | 16 ottobre 1968   |                 |
| 5  | The Ghost of Clampett Castle     | Il fantasma Clementina          | 23 ottobre 1968   |                 |
| 6  | Granny Goes to Hooterville       | Specialista per bambini         | 31 ottobre 1968   |                 |
| 7  | The Italian Cook                 | Abbuffata alla... rumena        | 6 novembre 1968   |                 |
| 8  | The Great Cook-Off               | Una cuoca di troppo             | 13 novembre 1968  |                 |
| 9  | Bonnie, Flatt, and Scruggs       | Il super superbanchiere         | 20 novembre 1968  |                 |
| 10 | The Thanksgiving Spirit          | La festa del Ringraziamento     | 27 novembre 1968  |                 |
| 11 | The Courtship of Homer Noodleman | Un corteggiatore per Elly       | 4 dicembre 1968   |                 |
| 12 | The Hot Rod Truck                | Buon compleanno, Nonna!!!       | 11 dicembre 1968  |                 |
| 13 | The Week Before Christmas        | Bombe e fiori d'arancio         | 18 dicembre 1968  |                 |
| 14 | Christmas in Hooterville         | Un Natale movimentato           | 25 dicembre 1968  |                 |
| 15 | Drysdale and Friend              | Anonima banchieri               | 1º gennaio 1969   |                 |
| 16 | Problem Bear                     | Il siero anti-tutto             | 8 gennaio 1969    |                 |
| 17 | Jethro the Flesh Peddler         | Jethro e l'agenzia teatrale     | 22 gennaio 1969   |                 |
| 18 | Cousin Roy in Movieland          | Un fenomeno musicale            | 29 gennaio 1969   |                 |
| 19 | Jed Clampett Enterprises         | Jed e Nonna in società          | 5 febbraio 1969   |                 |
| 20 | The Phantom Fifth Floor          | Professione: dentista           | 12 febbraio 1969  |                 |
| 21 | The Hired Gun                    | Un duello per Drysdale          | 19 febbraio 1969  |                 |
| 22 | The Happy Bank                   | In banca son nati sette gemelli | 26 febbraio 1969  |                 |
| 23 | Sam Drucker's Visit              | La visita di Sam                | 5 marzo 1969      |                 |
| 24 | The Guru                         | Un santone in famiglia          | 12 marzo 1969     |                 |
| 25 | The Jogging Clampetts            | Un club per multimiliardari     | 19 marzo 1969     |                 |
| 26 | Collard Greens An' Fatback       | Un ragazzo da redimere          | 26 marzo 1969     |                 |